# کوپا ایتالیا (زنان)
کوپا ایتالیا (ایتالیایی: Coppa Italia) یا کوپا ایتالیا دی کالچو فمی‌ناله، جام حذفی فوتبال زنان در ایتالیاست که از سال ۱۹۷۱ برگزار می‌شود.